# Rory O'Reilly
Rory O'Reilly (nascido em 25 de junho de 1955) é um ex-ciclista olímpico estadunidense. Representou sua nação nos Jogos Olímpicos de Verão de 1984.